# 朝鮮語学会事件
朝鮮語学会事件（ちょうせんごがっかいじけん）とは、1942年に日本統治時代の朝鮮で起きた朝鮮語弾圧事件。被疑者の逮捕・拘束・起訴は咸鏡南道の咸興・洪原一帯で行われた。

## 概要
朝鮮人に日本語を使わせるために、日本統治時代の朝鮮において朝鮮語の抹殺を図った日本が1942年10月に朝鮮語学会の会員を罪に問い検挙、投獄した事件。
日本は1939年4月から朝鮮半島において学校での朝鮮語の時間を全廃し、各朝鮮語新聞、朝鮮語雑誌を徐々に廃刊にさせるなど国語常用運動を展開していた。。
1941年12月にハワイの真珠湾を攻撃し太平洋戦争を開始した日本は、朝鮮半島における朝鮮人の反抗を懸念し、1942年10月に朝鮮語学会の弾圧を開始した。
1942年7月、咸鏡南道の前津駅で乗降客の臨検が実施され、挙動不審の青年が警察署へ連行されて審問を受けた。その後、青年の家の家宅捜索が行われ、同居していた親戚の女学生の日記帳に「国語（日本語）を常用する者を罰した」と書かれているのが発見された。
警察は、女学生が通っていた学校で国語常用に反抗する教育をしていることを疑って事情聴取を行い、二人の教師が反日的言動を繰り返していたという供述を引き出した。このうちの一人が朝鮮語学会で朝鮮語辞典編集事務に携わっていた丁泰鎮である。
このことを足掛かりとして朝鮮語学会を弾圧するため、丁泰鎮を証人として洪原警察署に呼び、取調べを受けた丁泰鎮は「朝鮮語学会が民族主義者の集団である」と供述した。
その後、10月1日に李允宰、崔鉉培、李熙昇、鄭寅承、金允経、権承昱、張志暎、韓澄、李重華、李錫麟、李克魯を、10月21日に李康来、金善琪、李秉岐、李也自、鄭烈模、金法麟、李祐植を、10月23日に尹炳浩、徐承孝、金良洙、張鉉植、李仁、李殷相、鄭寅燮、安在鴻らを検挙した。翌年1942年3月初めには金度演、徐珉濠を検挙し、同年3月末から4月1日までに申鉉謨、金鍾哲が在宅起訴で尋問を受けた。また権悳奎と安浩相は闘病中のために逮捕されなかった。
検挙された者は洪原の警察署の留置場で1年間拘束され、拷問を受け、治安維持法違反罪（独立運動罪）で起訴され、咸興検事局に送検された。このほかに容疑者・証人として50人以上の関係者が尋問された。被告に不利な証言をしなかった郭尚勲と金枓白は留置場に拘禁された。これらの証人には朝鮮語学会事業に協力した著名な朝鮮の文化人が多く含まれていた。
咸興検事局は朝鮮語学会関係者を再調査し、大部分を釈放し、李允宰、韓澄、崔鉉培、李熙昇、鄭寅承、李克魯、金良洙、金度演、李重華、金法麟、李仁、張鉉植ら13名についてだけ公判を開始した。1943年1月に李允宰が、翌1944年2月に韓澄が拷問と寒さと飢えによって獄死した。残りの11名は咸興地方裁判所でそれぞれ懲役2年から6年までの判決を受けた。そのうち丁泰鎮だけは懲役2年の刑に服し刑期を終え、張鉉植は無罪として釈放された。その他の懲役刑の判決を受けた者は控訴したが、1945年8月15日の太平洋戦争終戦の2日前に控訴棄却とされた。この事件によって朝鮮語学会は解散された。

## その後
朝鮮語学会で作成中だった朝鮮語辞典の原稿は1942年に警察に押収され行方が分からなくなっていたが、1945年9月8日、ソウル駅朝鮮通運倉庫で、2万6500余枚に及ぶ原稿が発見された。この原稿をもとに、1947年10月9日、全体の6分の1にあたる部分を脱稿、『朝鮮語大辞典』第1巻が発刊された。1949年5月、第2巻が発行された。1950年6月、第3巻の製本中、朝鮮戦争が勃発する。朝鮮語学者たちは原本を天安に移して土に埋め、別に書写した原稿をソウル市内に埋めた。戦争継続中も編纂作業は続けられた。1953年1月7日からは全州に臨時事務所を整え、5月26日、全6巻が完成する。さらに増補する形で1957年10月9日、『ウリマル(私たちの言語)大辞典』全17巻の完成を見た。

## 関係者一覧
- 安在鴻（안재홍）
- 安浩相（안호상）
- 李仁（이인）
- 李祐植（이우식）
- 李殷相（이은상）
- 李康来（이강래）
- 李克魯（朝鮮語版）（이극로）
- 李重華（朝鮮語版）（이중화）
- 李錫麟（이석린）
- 李熙昇（이희승）
- 李秉岐（이병기）
- 李也自（이야자）
- 李允宰（朝鮮語版）（이윤재）
- 金鍾哲（김종철）
- 金善琪（朝鮮語版）（김선기）
- 金度演（김도연）
- 金法麟（김법린）
- 金良洙（김양수）
- 金允経（朝鮮語版）（김윤경）
- 郭尚勲（곽상훈）
- 権承昱（권승욱）
- 権悳奎（朝鮮語版）（권덕규）
- 徐承孝（서승효）
- 徐民濠（朝鮮語版）（서민호）
- 崔鉉培（朝鮮語版）（최현배）
- 張志暎（朝鮮語版）（장지영）
- 張鉉植（장현식）
- 鄭寅承（정인승）
- 鄭寅燮（朝鮮語版）（정인섭）
- 丁泰鎮（정태진）
- 鄭烈模（정열모）
- 韓澄（한징）